# If I Ain’t Got You
Az If I Ain’t Got You Alicia Keys amerikai énekesnő második kislemeze második, The Diary of Alicia Keys című stúdióalbumáról. A dal a 4. helyig jutott az amerikaiBillboard Hot 100 slágerlistán, és Keys második listavezető dala lett a Hot R&B/Hip-Hop Songs slágerlistán, ahol hat hétig állt az első helyen. A Billboard Hot 100 2004-es összesített év végi slágerlistáján a 3. helyre került. Az Egyesült Államokban aranylemez.
Az album új kiadásának bónuszlemezére felkerült a dal Usherrel készített remixe és spanyol nyelvű változata Arturo Sandovallal. A dal hallható a 2004-es PlayStation 2 karaoke-játékban, a Karaoke Revolution Volume 3-ben.
Két, korábban kiadatlan remixe felkerült Alicia Remixed című albumára.

## Videóklip
A dal videóklipjét Diane Martel rendezte, és New York-ban játszódik télen. Method Man rapper alakítja Keys barátját.

## Számlista
CD kislemez
1. If I Ain’t Got You (Radio Edit)
2. If I Ain’t Got You (Instrumental)

CD kislemez
1. If I Ain’t Got You
2. You Don’t Know My Name / Will You Ever Know It (Reggae Mix)

CD maxi kislemez
1. If I Ain’t Got You (Radio Edit)
2. If I Ain’t Got You (Piano & Vocal Version)
3. If I Ain’t Got You (A cappella)

CD maxi kislemez
1. If I Ain’t Got You (Radio Edit)
2. If I Ain’t Got You (Piano & Vocal Version)
3. You Don’t Know My Name / Will You Ever Know It (Reggae Mix)

12" kislemez
1. If I Ain’t Got You (Sir Piers 'Curious' Main Extended)
2. If I Ain’t Got You (Sir Piers 'Curious' 70's Dub)

12" kislemez
1. If I Ain’t Got You (Sir Piers 'Headz' Extended Mix)
2. If I Ain’t Got You (Sir Piers 'Headz' 70's Soul Dub)

12" maxi kislemez (USA; promó)
1. If I Ain’t Got You (Main) – 3:48
2. If I Ain’t Got You (Instrumental) – 3:48
3. If I Ain’t Got You (Main) – 3:48
4. If I Ain’t Got You (A cappella) – 3:36

## Díjak
- Grammy-díj
  - Legjobb R&B-dal női énekesnőtől
- MTV Video Music Awards
  - Legjobb R&B videóklip
- ASCAP Rhythm & Soul Awards
  - Az év R&B/Hip-Hop-dala
- ASCAP Pop Awards
  - Legtöbbet játszott dal
- NAACP Image Awards
  - Kiemelkedő videóklip
  - Kiemelkedő dal
- Soul Train Music Awards
  - Legjobb R&B/soul kislemez női előadótól
- Soul Train Lady of Soul Awards
  - Az év legjobb R&B/soul- vagy rap-dala
- Vibe Awards
  - Legjobb R&B-dal

## Helyezések
| Slágerlista (2004)                  | Legmagasabb helyezés |
| ----------------------------------- | -------------------- |
| Brit kislemezlista                  | 18                   |
| Francia kislemezlista               | 15                   |
| Holland Top 40                      | 12                   |
| Ír kislemezlista                    | 44                   |
| Német kislemezlista                 | 81                   |
| Olasz kislemezlista                 | 22                   |
| Svájci kislemezlista                | 35                   |
| USA Billboard Hot 100               | 4                    |
| USA Billboard Hot R&B/Hip-Hop Songs | 1                    |
| Slágerlista (2005)                  | Legmagasabb helyezés |
| USA Billboard Adult Contemporary    | 12                   |